# Charles Jolibois
Pour les articles homonymes, voir Jolibois.
Charles Jolibois, né le 4 octobre 1928 à Paris (Paris 7e) et mort dans cette même ville (Paris 15e) le 23 janvier 2013, est un avocat et homme politique français.

## Biographie

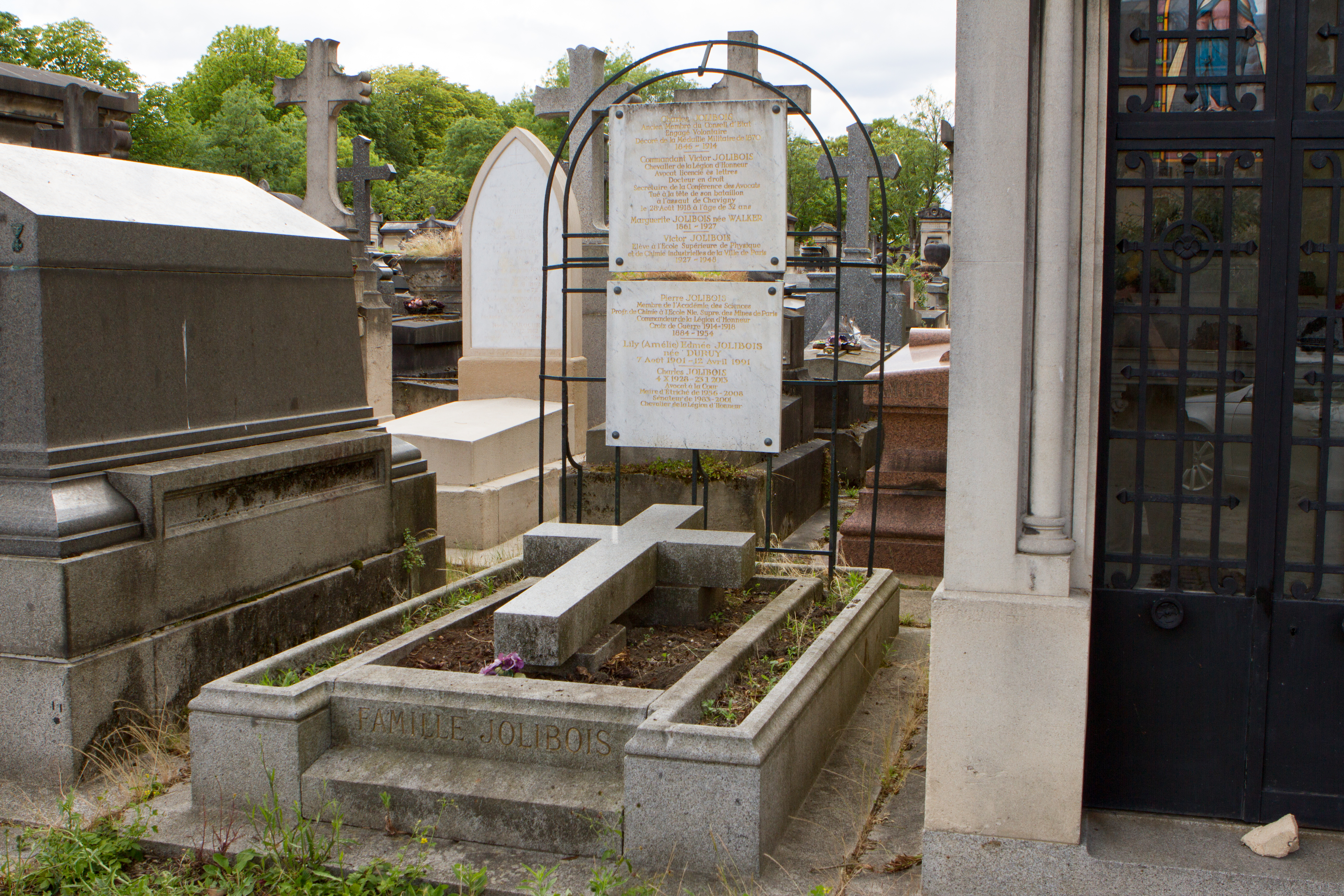
Sépulture de Charles Jolibois au cimetière du Père-Lachaise.

Charles Jolibois fait ses études au lycée Louis-le-Grand puis à la faculté de droit de Paris (diplômé d'études supérieures de droit public et de droit privé) et à l'Institut d'études politiques de Paris, suivies d'un Master of Laws de la Faculté de droit de Harvard (États-Unis).
Fils de Pierre Jolibois et petit-fils de Georges Duruy, il épouse le 5 mai 1961 la princesse Bernadette de Broglie (1939- ) ; ils ont eu cinq filles : Claire, Agnès, Laurence, Edmée et Marie.
Il meurt le 23 janvier 2013 et est inhumé au cimetière du Père-Lachaise (82e division).

## Carrière et engagements politiques
Avocat au barreau de Paris en 1953, il fonde en 1960, avec son ami Henri Ader, le cabinet Ader-Jolibois. Il est secrétaire de la conférence des avocats du barreau de Paris en 1954, devenant, en 2002-2003, le 60e président de l'Association amicale des secrétaires et anciens secrétaires de la Conférence des avocats au barreau de Paris.
En 1956, à 28 ans, il est élu maire d'Étriché (Maine-et-Loire) et le reste jusqu'en 2008.
Vice-président du conseil général de Maine-et-Loire de 1976 à 2004, il est élu sénateur de Maine-et-Loire, en 1983, sous l'étiquette Union pour la démocratie française (UDF). Au Sénat, il est vice-président de la commission des lois constitutionnelles, de législation, du suffrage universel, du règlement et d'administration générale.

## Mandats
- 1956 - 2008 : maire d'Étriché (pendant 52 ans)
- 1961 - 2004 : conseiller général du canton de Durtal
- 25/09/1983 - 26/09/1992 : sénateur de Maine-et-Loire
- 27/09/1992 - 30/09/2001 : sénateur de Maine-et-Loire (2e mandat)

### Situation en fin de mandat
- Membre de la commission des lois constitutionnelles, de législation, du suffrage universel, du règlement et d'administration générale.

## Distinctions
Charles Jolibois est  Chevalier de la Légion d'honneur et a reçu le Prix Léon-Maurice Nordmann en 1953.